# ㇼ
「ㇼ」は小書き片仮名の「リ」であり、アイヌ語で使用される仮名のひとつである。前の音と組み合わせ1モーラを形成する。通常は日本語では使用されない。
主にアイヌ語で使用され、前の音がい段で後にrの音が発音される場合に使用される。

## ㇼに関わる諸事項
- アイヌ語に対応する目的で、JIS X 0213で追加された仮名の一つである。
- アィヌモシㇼはアイヌ語で北海道を意味する。

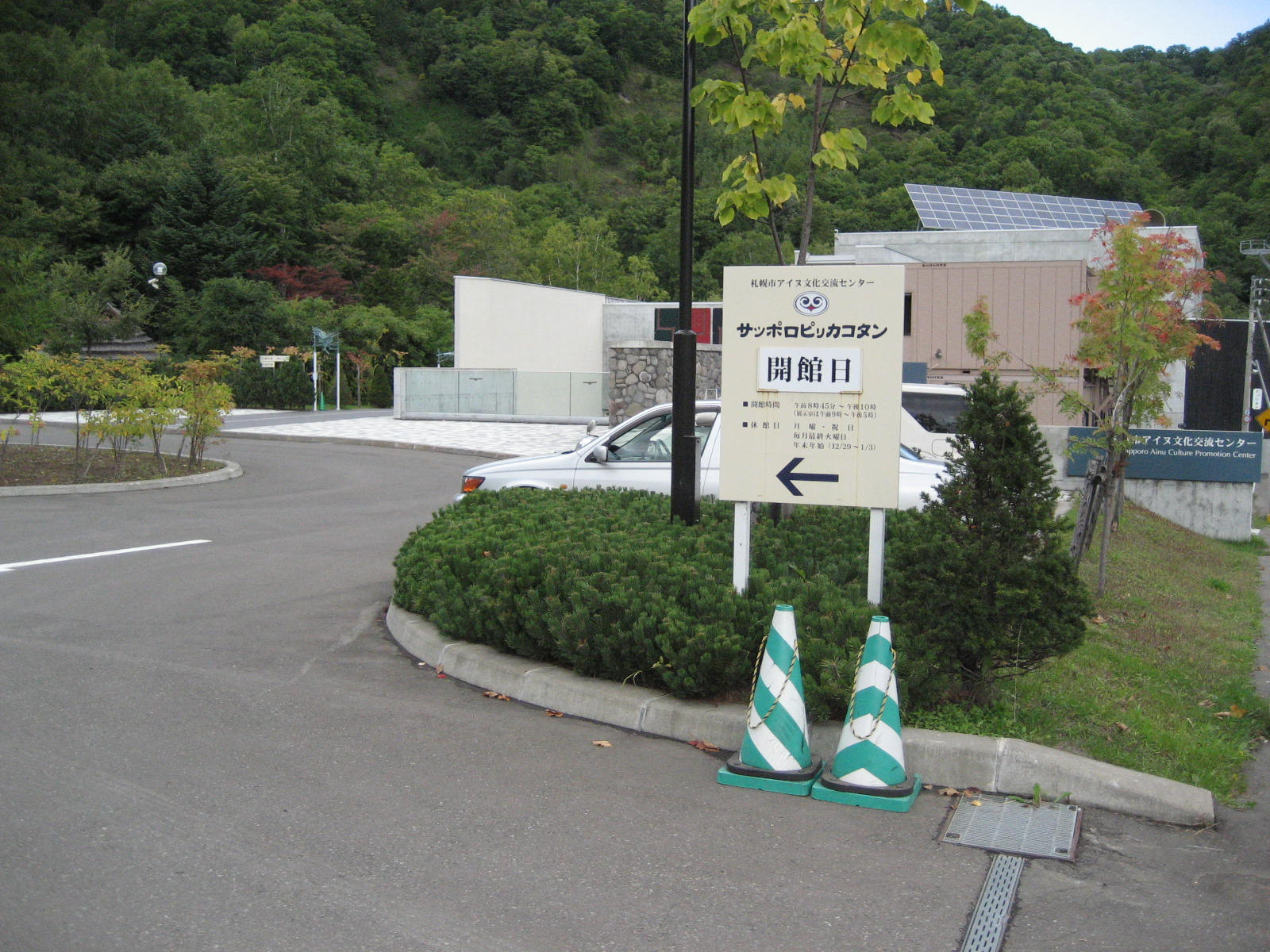
札幌市のアイヌ文化交流センターの案内看板。サッポロピㇼカコタンというアイヌ語が片仮名で併記されている。（「札幌の美しい村」という意味であり、「小書き片仮名の "リ"」が用いられている。）